# Schlosskapelle (Châteaugiron)

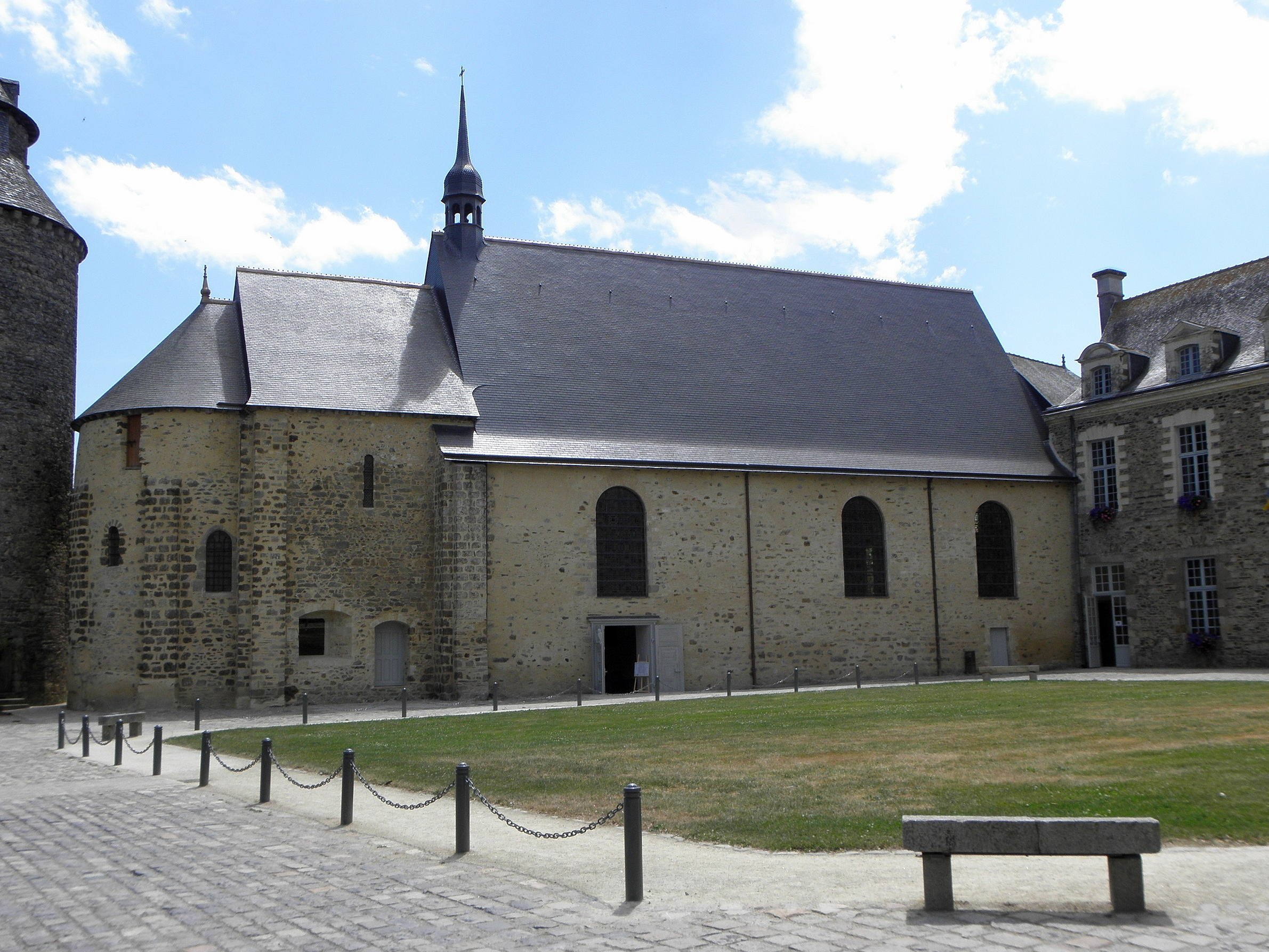
Schlosskapelle in Châteaugiron

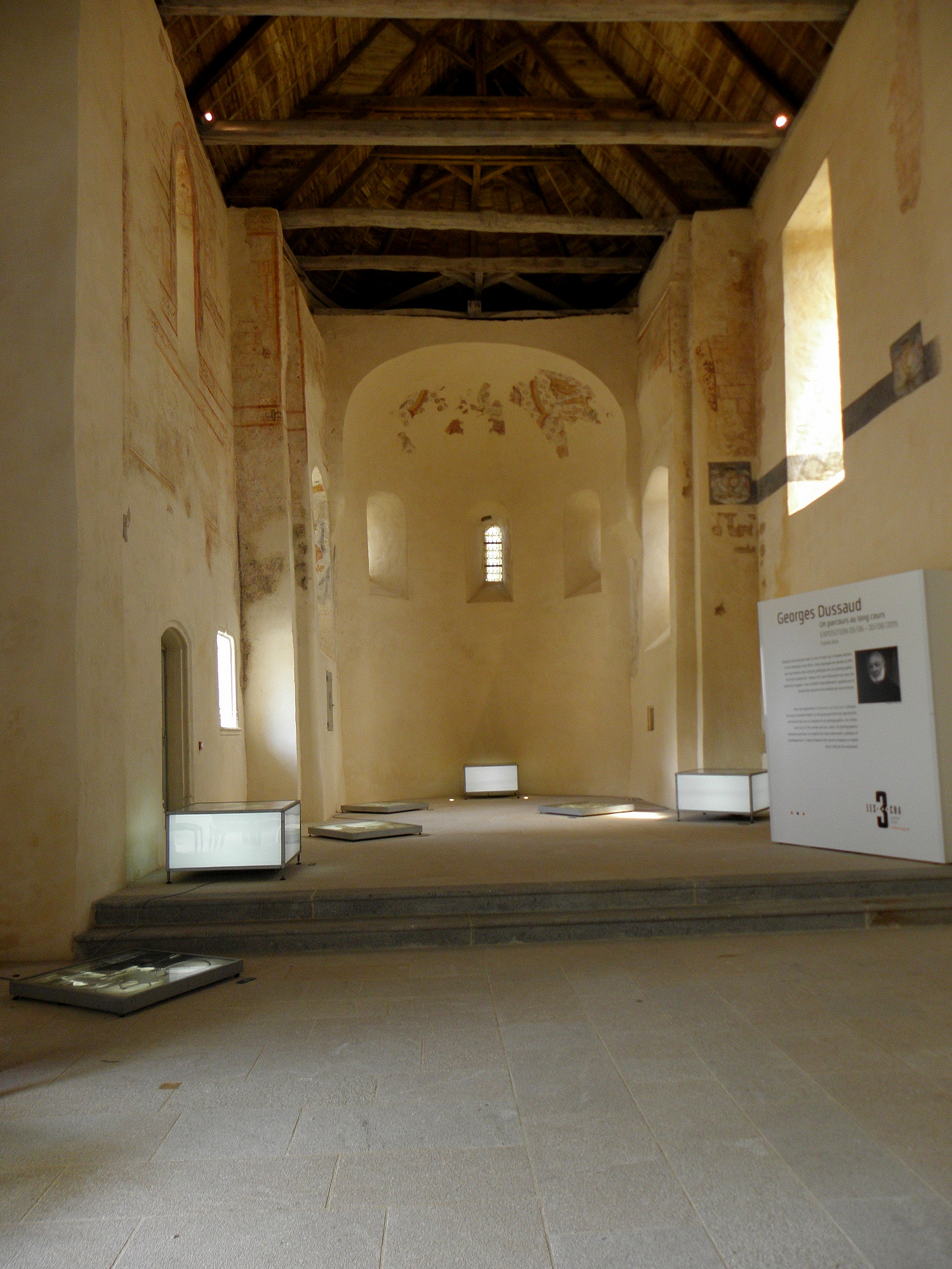
Innenansicht

Die katholische Schlosskapelle in Châteaugiron, einer französischen Gemeinde im Département Ille-et-Vilaine in der Region Bretagne, wurde im 12. Jahrhundert errichtet. Die romanische Kapelle ist seit 1931 als Monument historique klassifiziert. Das Schloss, das heute als Rathaus genutzt wird, ist ebenfalls ein geschütztes Baudenkmal.
Die ehemalige Schlosskapelle, die in den letzten Jahren renoviert wurde, besteht aus Schiefer-Bruchsteinen und ist mit hohen Strebepfeilern aus großen Quadersteinen abgestützt. Im Kirchenschiff und im Chor sind unterschiedlich große Rundbogenfenster vorhanden. Nur die Nordmauer des Schiffs und die Westfassade wurden im 18. Jahrhundert erneuert.
Das Gebäude wird für kulturelle Veranstaltungen genutzt.